# ارتم شلستینسکی
ارتم شلستینسکی (انگلیسی: Artem Shelestynskiy؛ زادهٔ ۱۶ اکتبر ۱۹۹۰) بازیکن فوتبال اهل اوکراین است.
از باشگاه‌هایی که در آن بازی کرده‌است می‌توان به باشگاه فوتبال استال آلچفسک اشاره کرد.